# Museo Enzo Ferrari
Il museo Enzo Ferrari, originariamente museo casa Enzo Ferrari e noto anche con l'acronimo MEF, è un museo di Modena dedicato alla vita e al lavoro di Enzo Ferrari, il fondatore della casa automobilistica Ferrari.

## Storia

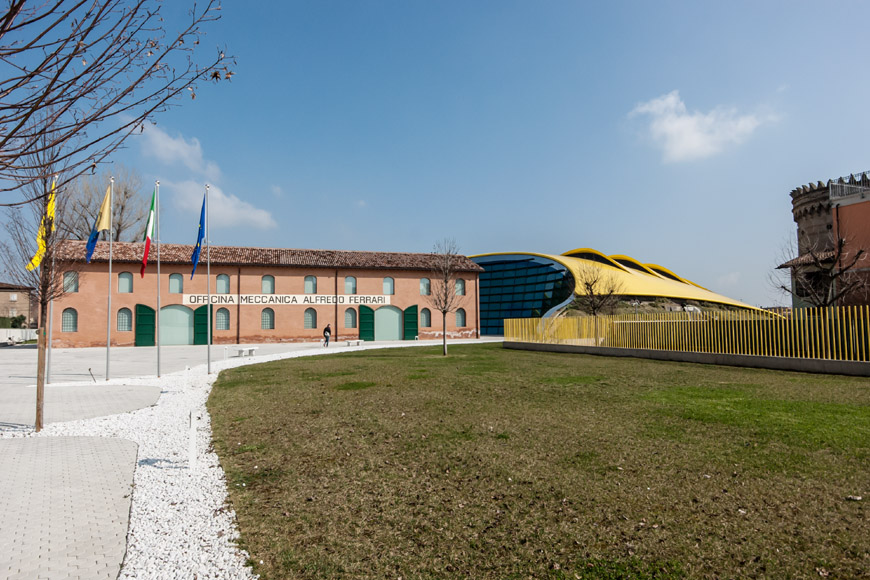
Panoramica della struttura, con la casa natale di Enzo Ferrari (a sinistra) e il moderno museo (a destra).

Il museo è stato inaugurato il 10 marzo 2012 a opera della "Fondazione Casa di Enzo Ferrari-Museo", ideatrice del progetto. Questa era nata nel 2003 per volontà di Comune, Provincia e Camera di commercio di Modena, Automobile Club d'Italia e Ferrari, con la finalità di creare uno spazio dedicato alla promozione e al recupero della storia dell'automobilismo modenese.
Il progetto di ristrutturazione è stato ideato dall'architetto Jan Kaplicky, il quale a causa dell'improvvisa scomparsa non ha potuto assistere alla ultimazione dei lavori; vennero quindi portati a termine dal suo assistente Andrea Morgante, a cui si deve la firma degli interni. La realizzazione del progetto è costata circa 18 milioni di euro.
I lavori per il progetto sono iniziati nel 2009 e compresero, oltre alla costruzione del museo, anche la ristrutturazione della casa-officina in cui nel 1898 nacque Enzo Ferrari e in cui lavorò successivamente, per un totale di 5 000 m², compresa l'area cortiliva; di questi, 3 000 m² comprendono una parte espositiva, una sala eventi, un'aula didattica, uno store e una caffetteria.
Il museo è stato costruito secondo criteri di sostenibilità ambientale: è dotato infatti di un impianto di riscaldamento geotermico e di un impianto di riciclo delle acque, mentre le enormi vetrate frontali consentono l'illuminazione naturale.

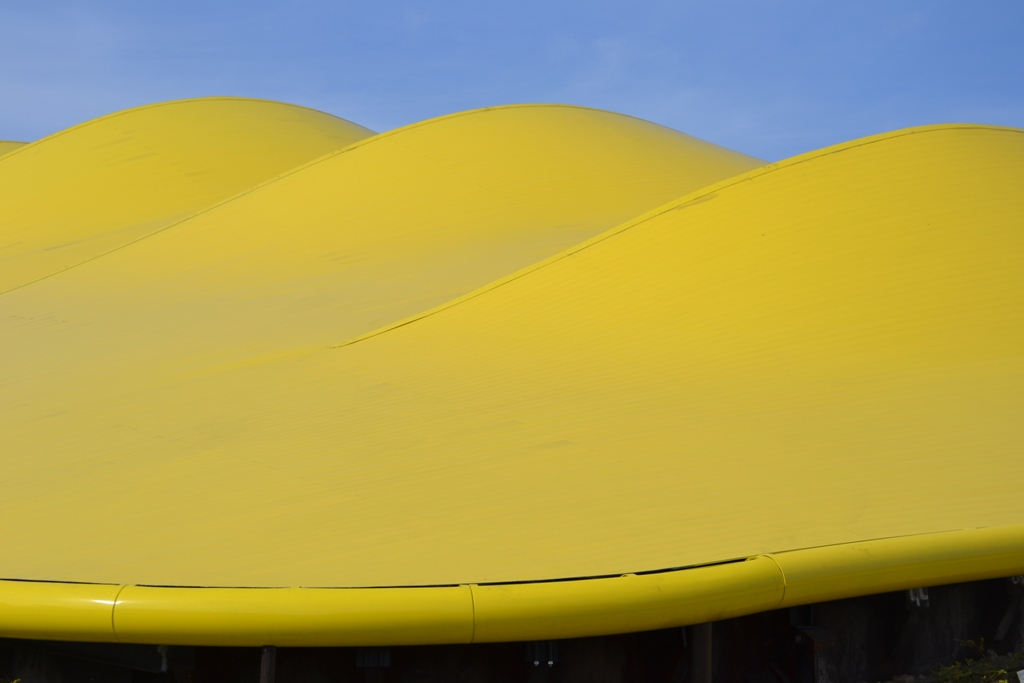
Particolare della copertura

Dopo una riorganizzazione degli spazi museali, che ha portato a una breve chiusura della struttura a cavallo tra il gennaio e il febbraio del 2014, il MEF ha riaperto i battenti il 18 febbraio successivo, passando contestualmente sotto la gestione diretta della Ferrari che l'ha abbinato al suo storico Museo Ferrari di Maranello.

## Architettura e spazi museali
L'edificio che ospita il museo, realizzato a forma di cofano, è giallo a richiamare il colore che scelse Enzo Ferrari come sfondo per il celebre marchio del Cavallino Rampante; è infatti il colore istituzionale della Città di Modena. Il logo scelto per identificare il museo è un unico segno grafico, che unisce il tratto caratteristico della firma di Enzo Ferrari con il profilo della galleria espositiva.

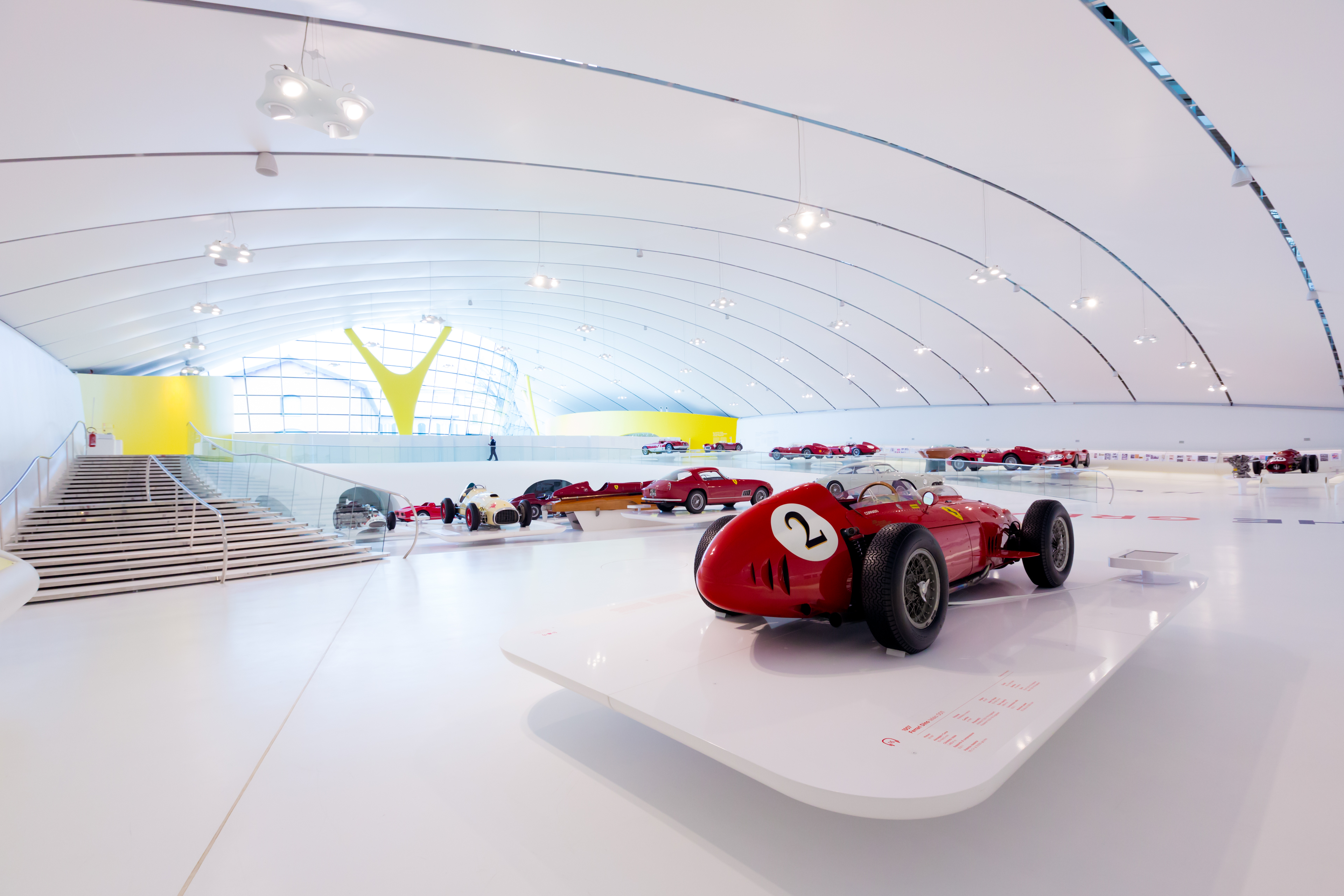
L'interno del museo

La struttura interna presenta delle forme ondulate e dolci. Gli espositori contenenti notizie relative alla vita e alle opere di Enzo Ferrari sono morbidi. La particolarità della struttura interna è nell'utilizzo del colore bianco, che ha l'intento di far meglio risaltare le vetture presenti nel museo e rendere "neutro" lo spazio d'esposizione. Sono presenti delle scale unicamente nella parte destra del museo, mentre il resto della struttura è privo di barriere architettoniche. Le macchine sono poste su pedane mobili alte 50 cm dal suolo; queste, girevoli, permettono una migliore visibilità delle vetture al pubblico.

## Mostre
Oltre all'esposizione permanente, ciclicamente il museo ospita mostre temporanee. Tra quelle maggior rilevanza c'è stata «Maserati 100 - A Century of Pure Italian Luxury Sports Cars», dedicata al centenario della casa modenese: inaugurata nella prima metà del 2014 e durata quasi un anno, è stata la più importante e completa rassegna di vetture del Tridente mai organizzata al mondo.